# Smilets av Bulgarien
Smilets av Bulgarien, död 1298, var Bulgariens regent från 1292 till 1298.